# Jehan Vallerey
Pour les articles homonymes, voir Vallerey.
Jehan Vallerey est un nageur français né le 21 septembre 1925 à Bayeux et mort le 27 décembre 1989 à Châteauneuf-de-Contes (aujourd'hui Châteauneuf-Villevieille).

## Biographie
Il est médaillé d'argent du relais 4 × 200 mètres nage libre aux championnats d'Europe de natation 1947.
Il est champion de France du 400 mètres nage libre et du 1 500 mètres nage libre en 1946.
En club, il a été licencié aux Dauphins du TOEC.
Il est le fils du nageur Georges Vallerey et le frère des nageurs Georges et Gisèle Vallerey.